# Eufrásio de Pérgamo
Eufrásio' (em grego), Εὔφρασιος, foi um filósofo neoplatônico do século IV e um dos representantes da escola neoplatônica de Pérgamo.
Eufrásio estudou na escola Síria, com Jâmblico de Cálcis (250-325), onde estudavam também Teodoro de Asine, Déxipo, Sópatro de Apameia, Edésio da Capadócia, Eustácio de Capadócia. Além de Jâmblico, Eufrásio teve também como mestra em filosofia, a mãe de Amônio de Hérmias, Edésia de Alexandria, que à época, ministrava ensinamentos na escola de Atenas.
Eufrásio era um nativo da Grécia, e, como Jâmblico e muitos outros estudantes eles apresentavam raros poderes de oratória.  Ele é mencionado por Eunápio em seu livro, "Vida de filósofos e sofistas".